# 匡亚明

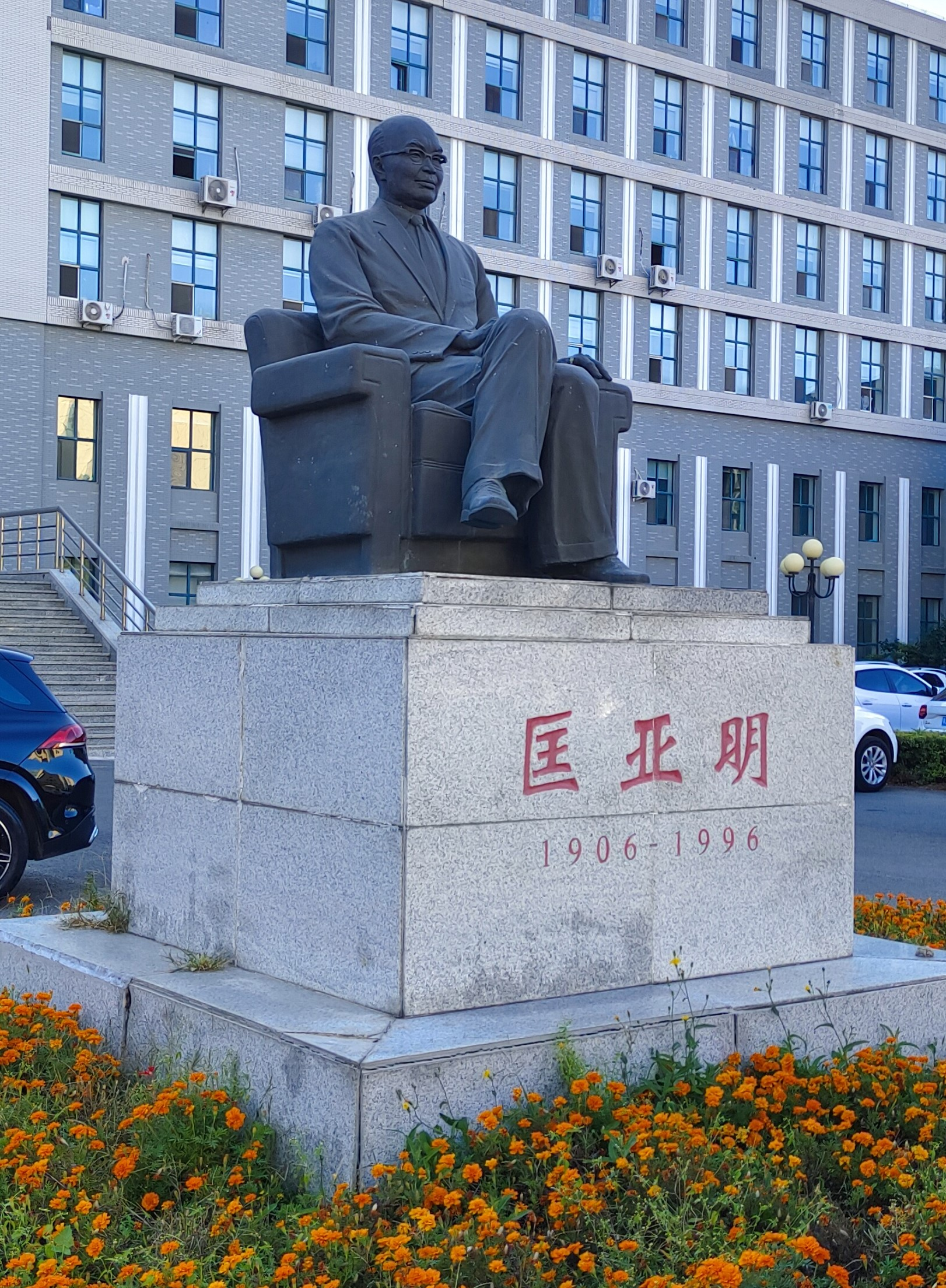
匡亞明塑像，位於吉林大學匡亞明樓前

匡亚明（1906年3月17日—1996年12月16日），原名洁玉，又名世，號遠生，曾用名梦苏、润之，又曾用笔名張三大、何畏、何晨、以平、陳明芝等，男，江苏丹阳导墅镇匡村人，中國教育家、學者，孔子思想研究者，原吉林大學、南京大學校長，中國共產黨黨員。

## 生平
出生于一个贫苦的塾师家庭。1923年入江苏省立第一师范学校就读，1924年参加革命，因从事革命活动被学校开除，1926年考入上海大学就读，与康生是同学，1926年8月加入中国共产主义青年团，9月转为中国共产党党员，不久被调离校参加工作。1926年10月，匡亚明担任沪东引翔港地区团部委书记时，曾出任引翔港团部委开办的工人夜校校长，亲自给工人上课、作报告。先后任上海沪东、沪西、闸北等区共青团区委书记及中共区委常委，共青团无锡中心县委书记及共青团江苏省委巡视员。1927年曾以江苏团省委特派员名义领导宜兴秋收起义。1928年1月，在当时党内“左”倾盲动主义错误路线的影响下，江苏省委要求上海、南京等地发动工人暴动。时任共青团江苏省委委员的匡亚明明确表示，反对无充分准备且缺乏群众基础的暴动，江苏省委怀疑匡亚明是“叛徒”，派专门负责锄奸的“红队”暗杀匡亚明。在杨树浦工人区被迎面枪击打掉了他两颗门牙，从后脖颈穿出去。
1930年至1931年，出版社会科学论著《社会之解剖》和描写大革命的短篇小说集《血祭》。1931年和邓中夏一起任中共沪东区《前锋报》编辑。1931年受组织委托，他在沪东创办了江苏省委领导下的在教育部门登记注册的大型公开合法工人学校—博爱学校，早晚两班来校学习的工人达几百人，所开课程有文化课、政治课、歌咏课。“由于学生人数多开支大，省委给的经费不够。当时匡亚明同志是文坛颇有名气的作家了，他就将写文章的稿费捐给学校。”同时肩负着隐蔽斗争掩护平台的任务，“陈赓负责的特科工作人员也有在学校工作的”。1932年任中共中央和江苏省委合办的上海《日日新报》主笔，共青团南汇区委书记、1932年秋任中共徐海蚌特委宣传部长。1933年任上海工会联合会秘书长兼宣传部长。长期从事革命工作，先后四次被捕，共关押四年余，受尽酷刑而坚贞不屈。
1937年抗战爆发后国共合作后，由八路军南京办事处的周恩来、叶剑英、李克农设法营救出狱，后赴延安，擔任康生的政治秘書，1941年9月在延安枣园的中共中央情报部任第四室（政治研究室）副主任实际主持全面工作。亲自编撰了《什么是……》系列丛书，包括《什么是满洲国》，《什么是日本特务机关》，《什么是三青团》，《什么是军统中统》，《什么是CC复兴社》，《什么是川康、两广、云南地方实力派》等十几本。在《什么是CC复兴社》一书中，匡亚明指出，复兴社是国民党内的派系组织，虽然也从事以“反共”为目的情报、侦察活动，但不等于就是特务机关，复兴社是党派问题，不是特务问题。匡亚明还总结工作体会，在《解放日报》上发表了《论调查研究工作的性质和作用》一文，对调查研究工作进行了系统归纳：调查研究是决定革命行动的依据、是制定政策的基础、是反对主观主义的武器、是产生理论的来源。这四点认识，把《中央关于调查研究的决定》提升到了思想和理论的高度，得到毛泽东的充分肯定，被指定为延安整风运动学习材料之一。
中共中央华东局宣传部副部长兼华东局党报《大众日报》社党委书记、社长兼总编辑，中共中央山东分局宣传部部长兼政策研究室主任。
1949年后，曾任华东政治研究院党委书记兼院长、中共华东局宣传部党委副部长等职。大区撤销时，主动要求到学校工作，1955年9月至1963年5月任东北人民大学（今吉林大学）党委第一书记兼校长。1963年5月调至南京大学任党委书记兼校长。1964年当选为第三届全国人大代表。1966年6月，东北人民大学师生开始“揭发”前校长兼党委书记匡亚明问题。6月初，中央人民广播电台播放《人民日报》《打倒匡亚明黑帮》的文章。1966年“文化大革命”开始，成为全国范围内首先被打倒的对象之一，吉林大学学生迅速响应号召，乘火车南下将时任南京大学校长匡亚明抓捕回长春，进行公开批斗。
1978年恢复南京大学的领导职务，再度担任南京大学校长及党委书记，同年率領中國大學校長團訪日商討中日大學交流問題。翌年起先后当选为江苏省第五、六届人大代表，1982年任南京大学名誉校长。1983年5月28日至30日，中国高等教育学会在北京召开成立大会，大会选举了第一届理事会成员，他出任常务理事。1991年6月任国家古籍整理出版规划小组组长，晚年曾任中国孔子基金会会长等职。1996年12年16日病故。
匡亚明对当代中国的高等教育事业有重要贡献，做出了许多开创性的工作，是吉林大学的重要奠基人，并曾两度出任南京大学校长，期间冲破旧束缚，延揽名师，注重传统文化教育，是新时期中国高等教育界的代表性人物。

## 著作
著有《孔子评传》、《求索集》以及《匡亚明教育文选》等。晚年主持的《中国思想家评传丛书》，被称为“二十世纪中国规模最大的思想文化工程”。

## 家庭
夫人丁莹如。

## 紀念

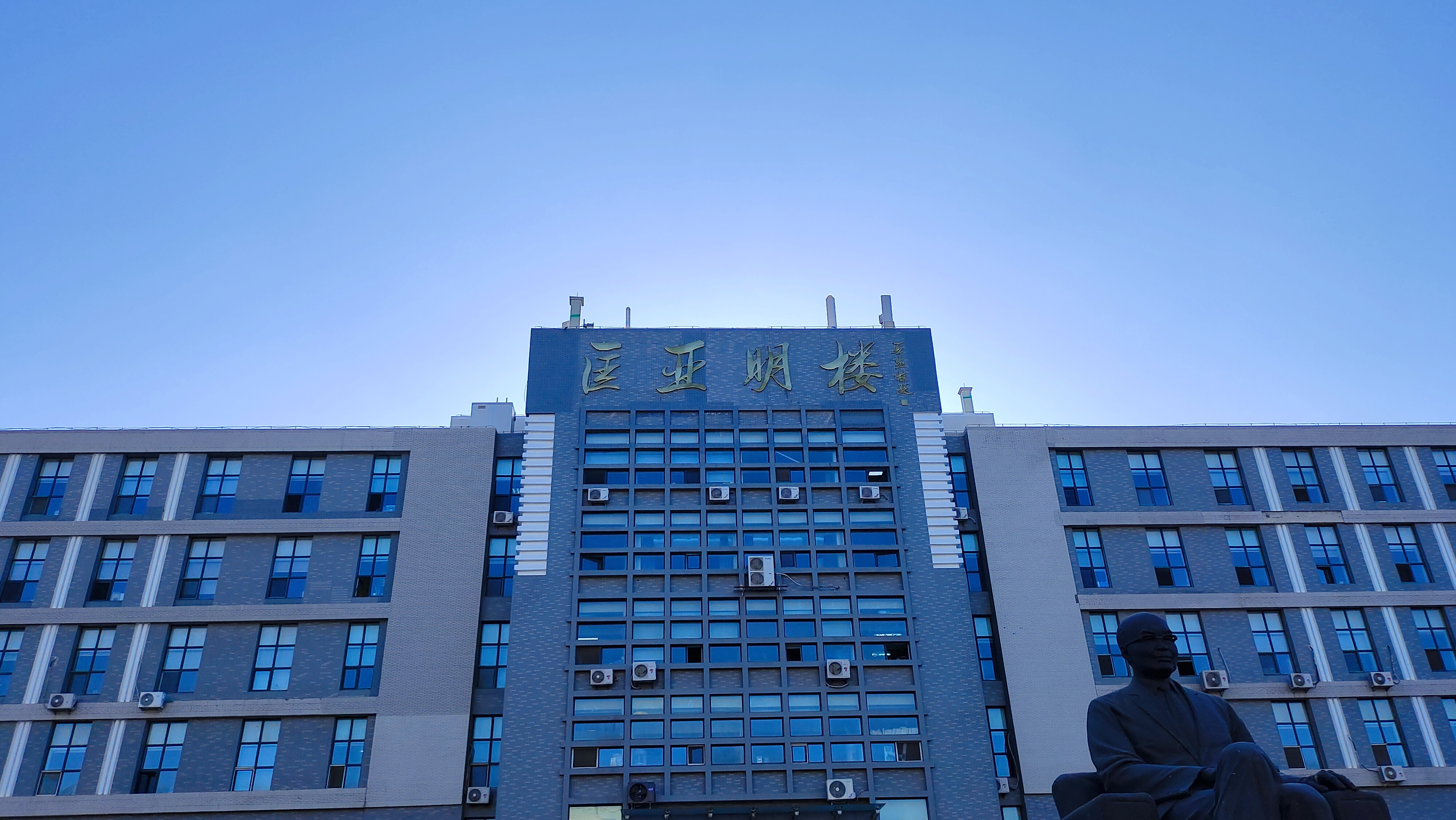
吉林大學匡亞明樓

- 吉林大學內有匡亞明樓